# Schwertleite

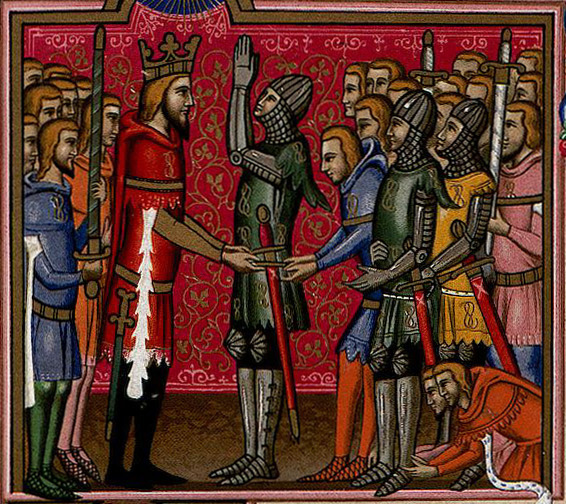
Darstellung einer Schwertleite (Statuten des Ordens des Knoten, 1352)

Die Schwertleite war die ursprüngliche Form der Ritterpromotion, die später meist vom Ritterschlag verdrängt wurde. Sie geht wahrscheinlich auf ältere germanische Initiationsriten zurück, entwickelte sich aber im Hochmittelalter zur tatsächlichen Standeserhöhung.

## Geschichte

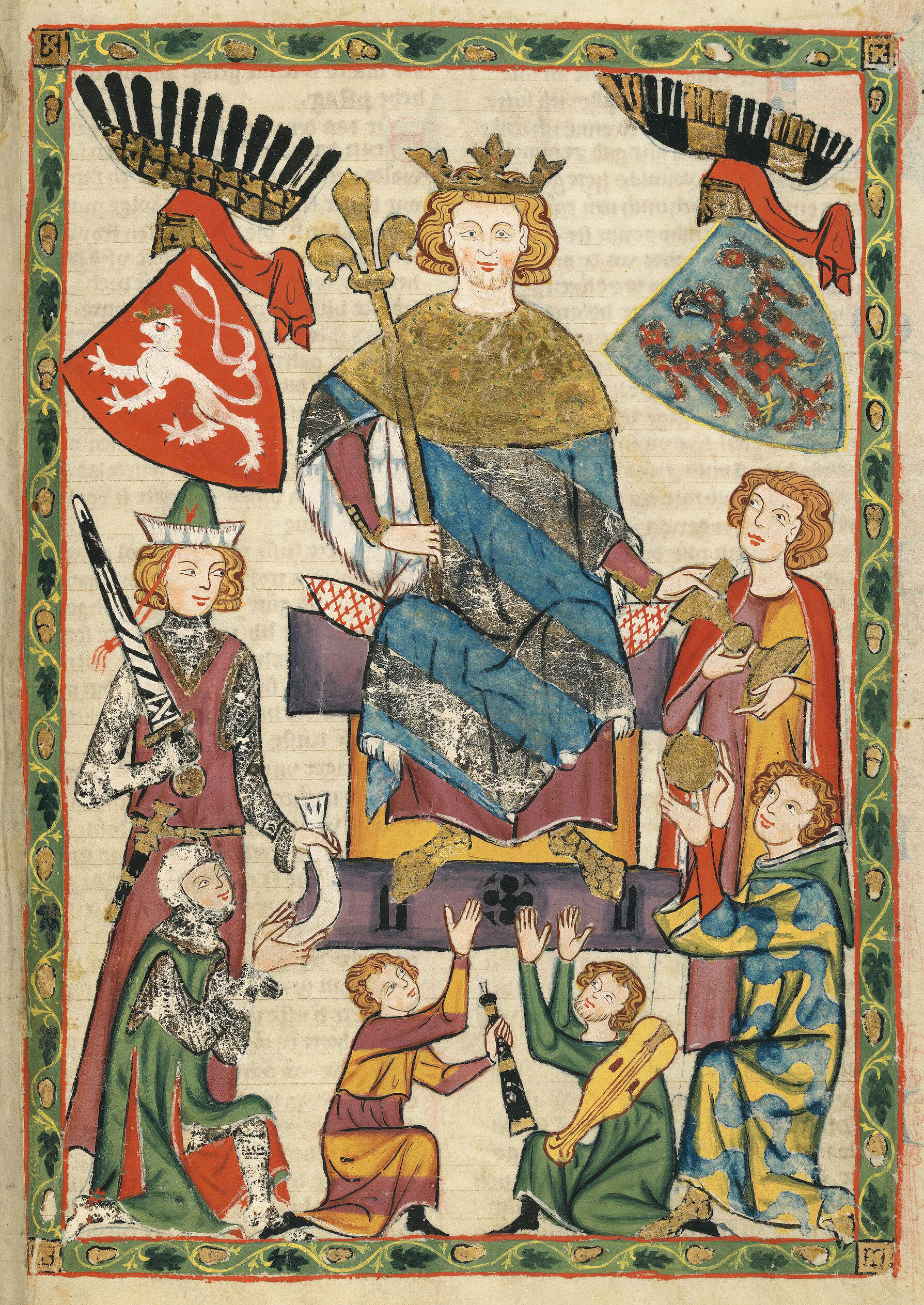
Der Waffenträger König Wenzels II. von Böhmen überreicht einem Edelmann den Schwertgurt (Codex Manesse)

Die Schwertleite scheint auf vorchristliche germanische Mannbarkeitsriten zurückzugehen. Der junge Krieger wurde durch die Aushändigung der Waffen in den Kreis der Wehrfähigen und Volljährigen aufgenommen.
Das Rittertum entwickelte sich erst im Verlauf des Hochmittelalters vom „Beruf“ hin zum Geburtsstand. Ursprünglich meint „Ritter“ nur den berittenen Krieger, nicht automatisch den Adeligen. Da die Ausrüstung solcher Reiterkrieger sehr kostspielig war, die Wehrbereitschaft allerdings auch in Friedenszeiten immer gegeben sein musste, verschloss sich der Ritterstand immer mehr gegen Aufsteiger aus ärmeren Schichten. Falls der Krieger nicht über ein genügend großes Vermögen verfügte, versah man ihn mit einem Lehen, überließ ihm also ein Stück Land oder ein Gut zur Bewirtschaftung oder Verwaltung. Viele solcher Lehen erwiesen sich aber als zu klein oder zu wenig rentabel. Mit der Standeswerdung des Rittertums verringerte sich die Zahl der Ritter deutlich: Nur den Wohlhabenden gelang der Aufstieg in den niederen Adel, zahllose Rittergeschlechter fielen wieder zurück in den Bürger- oder Bauernstand, aus dem sie ursprünglich gekommen waren. Auch die Schwertleite wurde nun meist als echte Standeserhöhung angesehen, als Aufnahme in den sich immer mehr verschließenden Ritterstand. Es waren auch keineswegs immer nur junge Männer, die sich mit dem Schwert umgürten ließen.
Die Schwertleite scheint keine zwingende Voraussetzung für die Erlangung der Ritterwürde gewesen zu sein. Sie war auch bei Hochadeligen nicht selbstverständlich. Die Aufnahme in den Ritterstand war sicherlich das Ziel eines jeden ritterbürtigen Adeligen, in der Realität war sie jedoch durchaus entbehrlich.

## Das Ritual

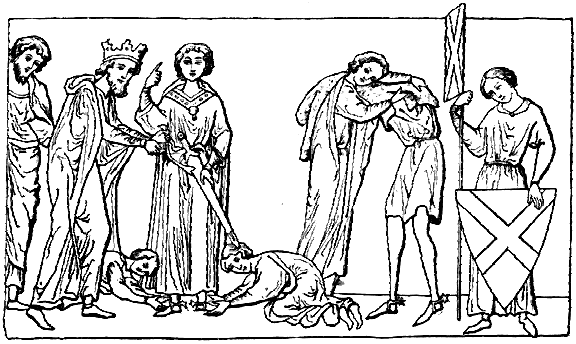
Schwertleite

Zur Rekonstruktion einer mittelalterlichen Schwertleite sind wir auf die zeitgenössische Literatur und Miniaturmalerei angewiesen. Eine der bekanntesten Darstellungen ist in Gottfrieds von Straßburg Tristan zu finden (Vers 5012–5049): Die Festgesellschaft besuchte erst die Messe im Münster und empfing den Segen, danach umgürtete Tristans Onkel Marke den Helden mit dem Schwert und legte ihm seine Sporen an, ermahnte ihn, die ritterlichen Werte zu achten und „bot ihm auch noch den Schild dar“. Der „Neuritter“ Tristan gab anschließend die Ritterwürde in gleicher Weise an seine Gefährten weiter.
Neben der Umgürtung mit dem Schwertgurt und dem Anlegen der Sporen finden sich oft auch Hinweise auf „Ritterschläge“ als Bestandteil der Zeremonie. Aus dem Anfang des 13. Jahrhunderts ist folgender Spruch überliefert: zê gôtes und Marien êr, diesen slac und keinen mêr.  Der Knappe erhielt also einen echten Schlag mit dem Schwert oder der flachen Hand, es sollte allerdings der letzte unerwiderte Hieb im Leben des neuen Ritters sein (siehe Ritterschlag). Möglicherweise geht dieser Schlag auch auf eine alte germanische Rechtshandlung zurück, die etwa im Sachsenspiegel überliefert ist. Der Nackenschlag bedeutete hier die Aufnahme in die Knechtschaft und schuf so eine Verbindung zwischen dem Herren und dem Knecht.
Im Ablauf einer Schwertleite muss es große regionale und wohl auch zeitliche Unterschiede gegeben haben. Neben der Einzelpromotion, die oft vom Vater oder Onkel des Knappen vorgenommen wurde, verbreitete sich zunehmend die Massenpromotion. Es wurden also gleichzeitig mehrere Knappen oder Edelknechte zu Rittern gemacht. Dies scheint auch finanzielle Gründe gehabt zu haben, schon die Promotionsfeier war sehr teuer, hinzu kam natürlich die „ritterliche Ausstattung“. Im Idealfall schloss man sich hier gerne der Schwertleite eines Hochadeligen an, so konnte man beträchtliche Kosten einsparen und unnötigen Aufwand vermeiden. Manchmal trugen die Neuritter hierbei einheitliche Kleidung und erhielten auch ihren Anteil an den zahlreichen, teilweise sehr kostbaren Promotionsgeschenken. Über den tatsächlichen Verlauf einer solchen Massenpromotion kann allerdings nur spekuliert werden; auch ist die Zahl der zu Rittern Erhobenen wohl meist übertrieben überliefert.
Zur Finanzierung solcher Schwertleiten wurde oft eine Sondersteuer von der Bevölkerung erhoben, als Ausgleich veranstaltete man aufwendige Volksfeste, Turniere und Buhurte. Solche Massenveranstaltungen fanden in der Regel in der Nähe größerer Städte statt, manchmal war der Hauptplatz der Mittelpunkt der Feier oder der Austragungsort.
Das Ritual verband sich später immer öfter mit kirchlichen Weihehandlungen, etwa dem Schwertsegen oder der Ritterweihe. Die besonders in der populärwissenschaftlichen Literatur immer wieder erwähnten rituellen Bäder und die anschließende Nachtwache in einer Kapelle oder Kirche sind aus dem Reichsgebiet nur selten überliefert. Dieser Brauch war eher in Frankreich und England verbreitet.

## Schwertleite und Ritterschlag
Schwertleite und Ritterschlag sind nicht immer genau voneinander abzugrenzen, die Zeremonien vermischten sich oftmals oder kamen gleichzeitig in derselben Region vor. Das vereinfachte Ritual des Ritterschlages erwies sich jedoch besonders bei der Massenpromotion vor oder nach einer Schlacht als Vorteil.
In Mitteleuropa hielt sich das alte Ritual der Schwertleite bis zur Mitte des 14. Jahrhunderts, erst dann wurde es vom „französischen“ Ritterschlag verdrängt, der dort bereits im 12. Jahrhundert nachweisbar ist. Allerdings war die Schwertleite offensichtlich in Frankreich auch noch im 13. Jahrhundert gebräuchlich, dies beweist etwa eine – oft reproduzierte – Darstellung aus der Chronik des Matthaeus Parisiensis. Im Französischen bezeichnet der Begriff adoubement heute beide Formen der Ritterpromotion, dem entspricht das englische dubbing. Ins Deutsche werden diese Begriffe meist einfach sinngemäß mit „Ritterschlag“ übersetzt, was zu einiger Begriffsverwirrung geführt hat. Schon der Begriff „Ritter“ ist mehrdeutig, er kann ja den berittenen Krieger, den Edelknecht oder den Angehörigen des Ritterstandes bedeuten. „Ritterschlag“ steht also zumeist vereinfachend für die Ritterpromotion oder auch nur die feierliche Wehrhaftmachung eines Kriegers.